# Faccia da soul
Faccia da soul è il secondo album di Bengi, pubblicato nel 2014. Si tratta di un disco in cui la direzione artistica segue un percorso di riscoperta del soul italiano, tra brani nuovi e alcune cover, come L'estate sta finendo dei Righeira, Notte a sorpresa dei Pooh e Barbara di Enzo Carella. La band che accompagna Bengi per questo progetto sono i Supersoul.

## Tracce

### Prima edizione: CD (Cosmica COS-01B)
1. Bel tramonto - 3:07
2. Vanoni - 3:57
3. Non accetto più sogni (dagli sconosciuti) - 3:11
4. Soltanto con la musica - 3:38
5. Barbara - 3:42
6. Solo un cielo c'è - 3:35
7. Non svegliarmi mai - 3:22
8. Notte a sorpresa - 3:30
9. Sa di tappo - 3:41
10. L'estate sta finendo - 3:14
11. Non è finita - 0:43
12. Prima del "The End" - 4:55

### Seconda edizione: CD (Cosmica COS-02B)
1. Bel tramonto - 3:07
2. Vanoni - 3:57
3. Non accetto più sogni (dagli sconosciuti) - 3:11
4. Soltanto con la musica - 3:38
5. Barbara - 3:42
6. Solo un cielo c'è - 3:35
7. Non svegliarmi mai - 3:22
8. Notte a sorpresa - 3:30
9. Sa di tappo - 3:41
10. Fiore di carta (How Deep Is Your Love) - 3:10
11. L'estate sta finendo - 3:14
12. Non è finita - 0:43
13. Prima del "The End" - 4:55
14. Vanoni (con seltz rmx) - 3:00

## Singoli
1. L'estate sta finendo (agosto 2013)
2. Vanoni (gennaio 2014)
3. Bel tramonto (giugno 2014)
4. Non accetto più sogni (dagli sconosciuti) (ottobre 2014)

## Formazione
I Supersoul sono formati da:
- Daniele "Bengi" Benati: voce e chitarra;
- Enrico Prandi/Fulvio Ferrari: tastiere;
- Dario Vezzani: basso;
- Paolo Lodi: batteria;
- Claudio Zanoni: tromba, chitarra e voce.